# Krasnołąka (Działdowo)
Krasnołąka (deutsch Schönwiese) ist ein Dorf in der polnischen Woiwodschaft Ermland-Masuren, dazugehörig die Siedlung Krasnołąka (Osada). Beide gehören zur Gmina Działdowo (Landgemeinde Soldau) im Powiat Działdowski (Kreis Soldau).

## Geographische Lage
Krasnołaka liegt im Südwesten der Woiwodschaft Ermland-Masuren, 15 Kilometer südwestlich der früheren Kreisstadt Neidenburg (polnisch Nidzica) bzw. sieben Kilometer nordwestlich der heutigen Kreismetropole Działdowo (deutsch Soldau i. Ostpr.). Etwa einen Kilometer weiter südlich liegt die Siedlung Krasnołąka (Osada).
Die nördliche und östliche Ortsgrenze bildet das Flüsschen Skottau (polnisch Szkotówka), das hier in den Jahren 1920 bis 1939 auch die deutsch-polnische Staatsgrenze markierte.

## Geschichte
Schönwiese wurde 1397 erstmals urkundlich erwähnt. Die Landgemeinde Schönwiese kam 1874 zum neu errichteten Amtsbezirk Scharnau (polnisch Sarnowo) im ostpreußischen Kreis Neidenburg. Im Jahre 1910 zählte Schönwiese 468 Einwohner.
Schönwiese lag im Soldauer Gebiet, das gemäß Versailler Vertrag am 10. Januar 1920 an Polen abgetreten werden musste. Schönwiese erhielt die polnische Namensform „Krasnołąka“ und wurde Sitz einer Zollwache sowie Standort einer Zolleinheit. Im Jahre 1931 zählte das Dorf 395 Einwohner. Am 1. August 1934 kam es zur neu gebildeten Landgemeinde Filice, die ihrerseits am 26. Oktober 1939 an das Deutsche Reich fiel. Filice erhielt die deutsche Namensform „Fylitz“ zurück, und die eingegliederten Dörfer wurden im neuen „Amtsbezirk Tauersee“ (polnisch Turza Wielka) zusammengeschlossen, der am 24. April 1940 zum wiederhergestellten Kreis Neidenburg kam.
In Kriegsfolge kam 1945 das gesamte südliche Ostpreußen zu Polen. Schönwiese erhielt erneut die polnische Namensform „Krasnołąka“. Heute ist das Dorf, in dessen Süden sich die neu entstandene Siedlung Krasnołą (Osada) befindet, Sitz eines Schulzenamts (polnisch Sołectwo). Als solches ist das Dorf eine Ortschaft im Verbund der Gmina Działdowo (Landgemeinde Soldau) im Powiat Działdowski (Kreis Soldau), bis 1998 der Woiwodschaft Ciechanów, seither der Woiwodschaft Ermland-Masuren zugehörig. Im Jahre 2011 zählte Kranołąka 282 Einwohner.

## Kirche
Vor 1945 war Schönwiese bzw. Krasnołąka in die evangelische Kirche Scharnau (polnisch Sarnowo) in der Kirchenprovinz Ostpreußen der Kirche der Altpreußischen Union bzw. in die Kirche Borchersdorf (Kreis Neidenburg) (polnisch Burkat) in der Diözese Działdowo in der Unierten Evangelischen Kirche in Polen, darüber hinaus in die römisch-katholische Kirche Soladau bzw. Dzialdowo eingepfarrt.
Heute gehören Krasnołąka und Krasnołąka (Osada) zur evangelischen Erlöserkirche Działdowo innerhalb der Diözese Masuren der Evangelisch-Augsburgischen Kirche in Polen sowie zur Pfarrei Burkat (Borchersdorf) im Bistum Toruń (Thorn).

## Verkehr
Krasnołąka und Krasnołąka (Osada) liegen an einer Nebenstraße, die von Sarnowo (Scharnau) aus dem Gebiet der Gmina Kozłowo nach hier führt. Von 1892 bis 2018 war Schönwiese alias Krasnołąka Bahnstation an der Bahnstrecke Działdowo–Olsztyn (deutsch Soldau–Allenstein), wobei der Betrieb des Bahnhofs allerdings in den Zwischenkriegsjahren eingeschränkt, seit 2015 nahezu aufgegeben und ab 2018 ganz geschlossen wurde.